# Palazzo Loffredo
Le palazzo Loffredo est un palais du centre historique de Naples, sis via Salvator Rosa au numéro 260, dans le quartier de l'Avvocata.

## Histoire et description
Le palais actuel date du XVIIIe siècle succédant à un palais déjà présent au XVIe siècle. Il se présente dans le style de Vaccaro.
Il se caractérise par une grande façade avec un portail au centre décoré de stuc et deux petits portails simples de côté.
Le côté droit est plus bas d'un étage. Les fenêtres sont encadrées et surmontées d'ornementations de stuc ressemblant à celles du palazzo dello Spagnolo.